# Refugio, Texas
Refugio là một thị trấn ở quận cùng tên, tiểu bang Texas, Hoa Kỳ. Dân số là 2.941 vào điều tra dân số năm 2000. Nó là quận lỵ của Quận Refugio6. Mặc dù tên của thị trấn có nguồn gốc từ Tây Ban Nha, một phần lớn các cư dân của thị trấn phát âm nó / rəfjʊərioʊ / (nghe) lại fury-oh. Các cách phát âm tiếng Tây Ban Nha là [refuhio].

## Địa lý
Refugio có vị trí 28 ° 18'21 "N 97 ° 16'29" W / 28,30583 ° N 97,27472 ° W / 28,30583; -97,27472 (28,305812, -97,274594) [4].
Theo Cục Điều tra Dân số Hoa Kỳ, thị trấn này có tổng diện tích là 1,6 dặm vuông (4,0 km ²). 1,6 dặm vuông (4,0 km ²) là đất và không có khu vực mặt nước.

## Nhân khẩu
Theo điều tra dân số 2 năm 2000, thị trấn có dân số 2.941 người, 1.128 hộ gia đình, và 788 gia đình sống trong thị trấn. Mật độ dân số là 1,880.7 người mỗi dặm vuông (727.9/km ²). Có 1.312 đơn vị nhà ở với mật độ trung bình là 839.0/sq mi (324.7/km ²). Cơ cấu dân tộc thị trấn là 74,53% người da trắng, 13,40% người Mỹ gốc Phi, 0,51% người Mỹ bản xứ, 0,51% người châu Á, 0,10% người đảo Thái Bình Dương, 9,38% từ các chủng tộc khác, và 1,56% từ hai hoặc nhiều chủng tộc. Hispanic hay Latino thuộc chủng tộc nào được 44,30% dân số.
Có 1.128 hộ, trong đó 30,9% có trẻ em dưới 18 tuổi sống chung với họ, 46,5% là đôi vợ chồng sống với nhau, 18,2% có chủ hộ là nữ không có mặt chồng, và 30,1% đã không có gia đình. 27,3% các hộ gia đình đã được tạo thành từ các cá nhân và 13,8% có người sống một mình 65 tuổi trở lên đã được người. Bình quân mỗi hộ là 2,55 và cỡ gia đình trung bình là 3,08.
Trong thị trấn có dân số với độ tuổi 26,7% ở độ tuổi dưới 18, 8,1% 18-24, 25,1% 25-44, 22,5% 45-64, và 17,6% 65 tuổi trở lên. Tuổi trung bình là 38 năm. Cứ mỗi 100 nữ có 90,9 nam giới. Cứ mỗi 100 nữ 18 tuổi trở lên, có 85,3 nam giới.
Thu nhập trung bình cho một hộ gia đình trong thị trấn đã được $ 26.719, và thu nhập trung bình cho một gia đình là $ 32.237. Nam giới có thu nhập trung bình $ 33.021 so với 15.549 $ cho phái nữ. Thu nhập trên đầu cho thành phố là 13.523 $. Giới 16,8% gia đình và 21,1% dân số sống dưới mức nghèo khổ, bao gồm 26,7% những người dưới 18 tuổi và 20,9% có độ tuổi từ 65 trở lên.